# Sant Narcís
|  | Per a altres significats, vegeu «Sant Narcís (desambiguació)». |

Sant Narcís de Girona és un sant venerat a l'Església catòlica, sant patró de Girona. Segons la tradició n'havia estat bisbe. La seva festivitat se celebra el 29 d'octubre.
S'ha posat en dubte l'existència real d'aquest sant: alguns creuen que pot ser una mostra de desdoblaments de personalitats reals que es van donar a l'Edat mitjana. En aquest cas, el sant Narcís de Girona s'originaria a partir de Sant Narcís de Jerusalem, bisbe de Jerusalem dels segles II-III, la festivitat del qual se celebra també el dia 29 d'octubre.

## Origen de la devoció
No es coneixen dades documentades del seu culte fins al segle xi. El Martirologi d'Adó escrit l'any 858, fa referència a sant Narcís però com a bisbe de Jerusalem. Situa la data del seu martiri el 29 d'octubre, però no parla de Girona. La primera citació històrica del sant Narcís de Girona és l'any 1002 en una butlla del papa Silvestre II enviada al bisbe de Girona on esmenta l'església de “sant Feliu màrtir i sant Narcís que es troba al costat de la porta de la ciutat de Girona”.
Un segon document fidedigne, també del segle xi, és el sermó de l'abat Oliba que va pronunciar a la ciutat de Girona, el mateix dia de la festivitat del sant. No hi consta l'any, però devia ser entre el 1018 i el 1046, temps en què l'abat fou bisbe de Vic.

## Llegenda
La vida de Sant Narcís de Girona és possiblement llegendària, formada a partir de la llegenda de la conversió de Santa Afra.
El sermó de l'abat Oliba no esmenta el lloc de naixement. La primera citació és l'any 1599 a l'obra "Flos Sanctorum" de Pedro de Ribadeneyra. Es basa en un breviari de l'església d'Augsburg imprès l'any 1570 en el qual es diu que sant Narcís hauria nascut a Girona, fill d'una família noble. Després, el "Cronicón de Liberato" – escrit l'any 1669/68 pel blanenc Joan Gaspar Roig i Jalpí que el va atribuir a un monjo del segle VI-, diu el nom dels seus pares: Lluci i Serena. Altres breviaris el fan nascut a Scititana, al Regne de Gòcia (actualment al sud de Suècia). També es troben rastres del seu lloc de naixença a Santaren (Portugal) o a Vandelícia (una província romana que ocupava parts de l'actual Alemanya i Suïssa).
Va ser nomenat bisbe pels primers cristians de la ciutat. Fugint de les persecucions, va marxar amb el seu diaca Fèlix --que no s'ha de confondre amb el màrtir sant Feliu-- a terres germàniques.

### Narcís i Afra
A Augsburg va arribar, ja com a bisbe, amb el seu diaca Fèlix. Allí va conèixer Santa Afra d'Augsburg. La llegenda diu que, cercant hostatgeria, van picar la porta de la casa d'una prostituta pagana anomenada Afra. Acollits, van passar la nit xerrant i tant Afra com les seves criades (Digna, Eunòmia i Eutròpia) es van convertir al cristianisme. L'endemà, però, el prefecte romà, assabentat del fet, va ordenar que Afra fos cremada viva a la riba del riu Lech.

### Sant Narcís a Girona
En tornar d'Augsburg, on havia estat nou anys, al final del 304, Narcís s'establí a Girona com a bisbe. Va ser mort, juntament amb el diaca Fèlix, per un grup de pagans que els atacà. La data del martiri es relaciona amb la de sant Narcís de Jerusalem.

## Història crítica

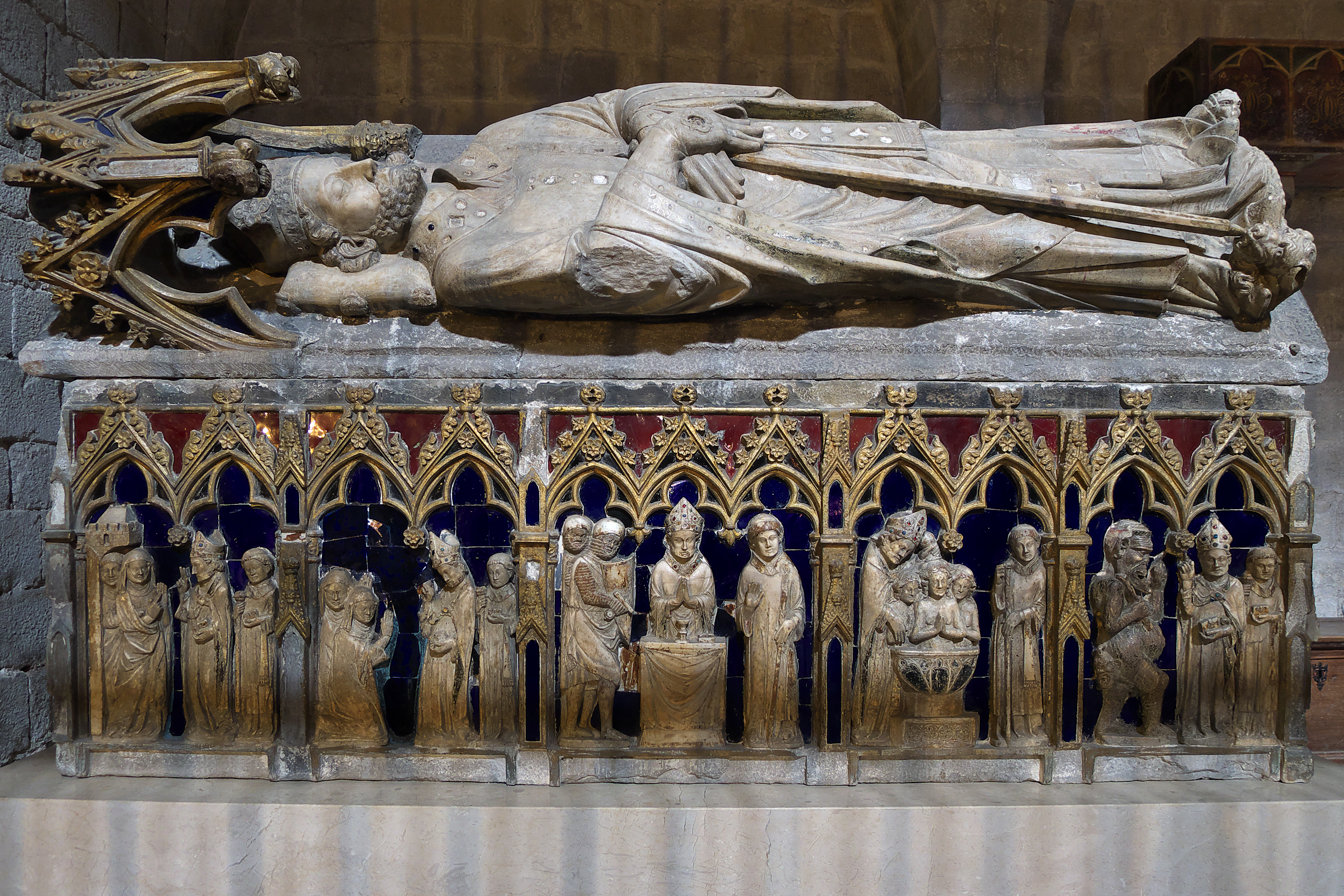
Sepulcre gòtic del sant a l'Església de Sant Feliu (Girona), 1328

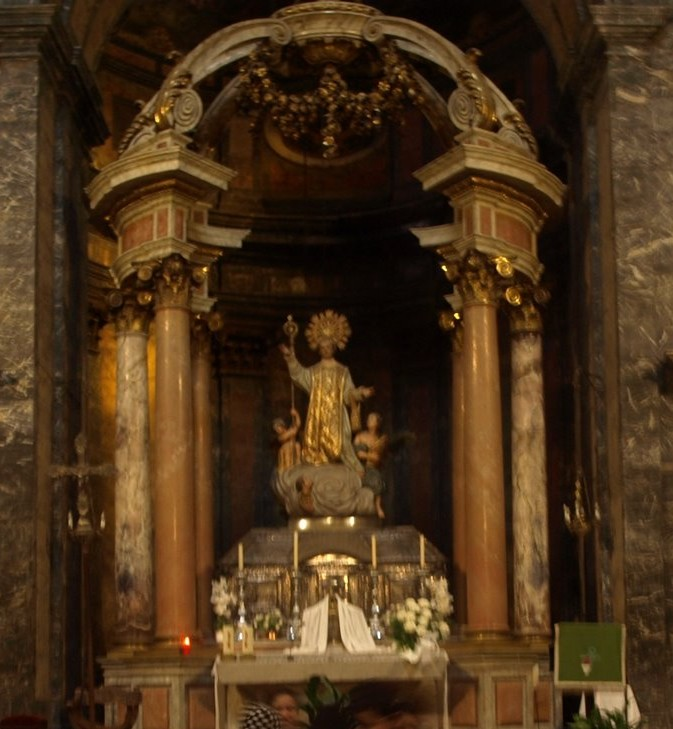
Capella de Sant Narcís, a l'església de Sant Feliu, amb l'altar on hi havia les restes del sant, de 1792

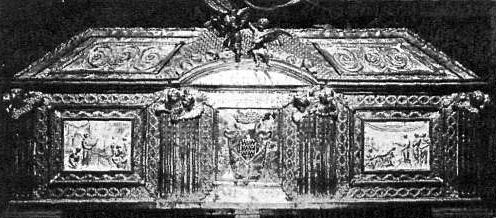
Sepulcre desaparegut

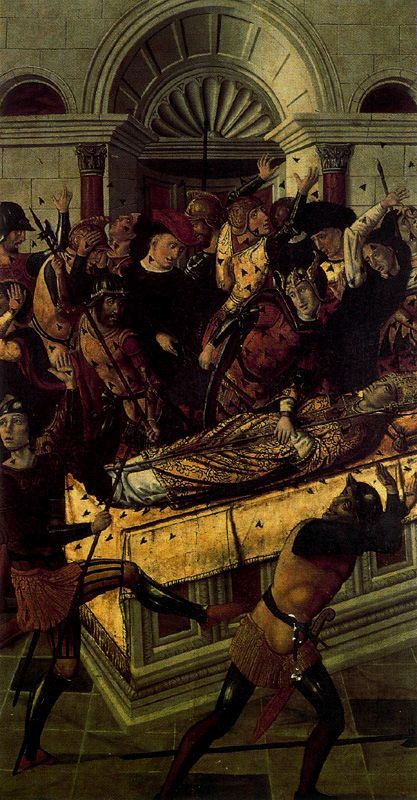
Miracle de les mosques pel Mestre de Sant Narcís, s. XVI (Catedral de València)

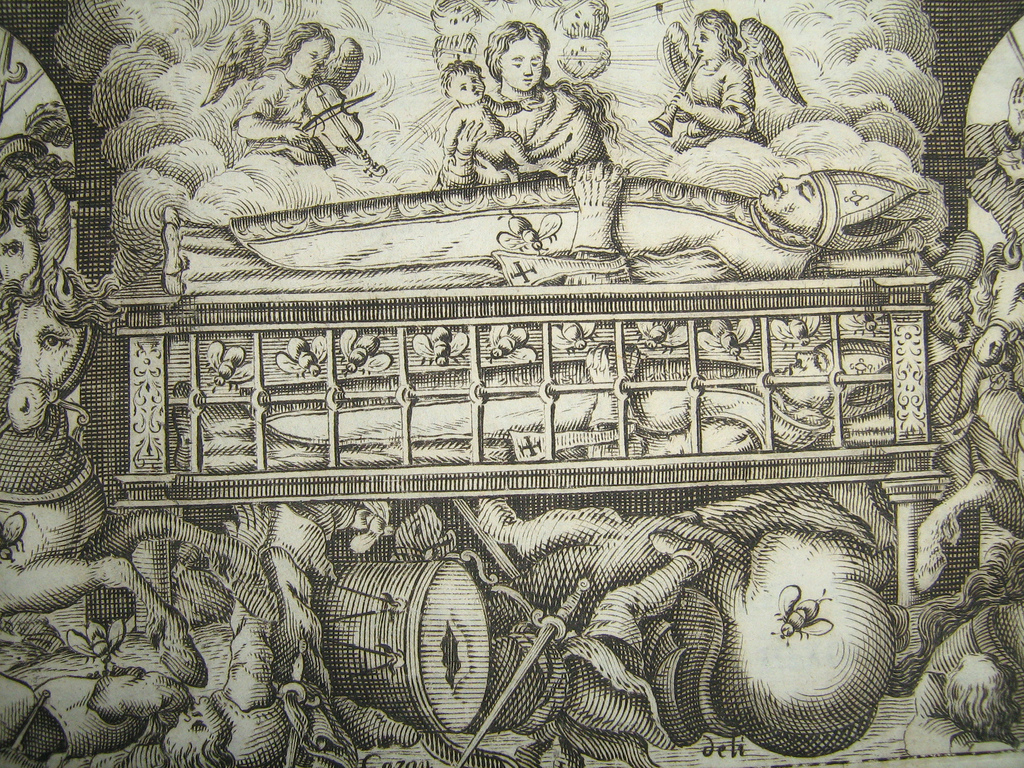
Gravat xilogràfic del s. XVIII amb el miracle de les mosques

Una primera anàlisi històrico-crítica del sant Narcís de Girona neix a partir de les actes del martiri de santa Afra. És a l'article d'Anscari Maria Mundó «L'autenticitat del sermó d'Oliba sobre sant Narcís de Girona» publicat als Annals de l'Institut d'Estudis Gironins l'any 1974. Santa Afra ja tenia unes actes de martiri en el segle VII i en temps de Carlemany (VIII-IX) s'hi afegiren textos complementaris on hi sortia sant Narcís, el seu diaca Feliu i la corresponent conversió amb la santa. Mundó aposta per una intenció política-religiosa imperialista d'unir per mitjà del bisbe Narcís dues ciutats episcopals de les marques extremes de l'imperi franc: Augsburg i Girona. A principis del segle xi la popularitat de sant Narcís anirà en augment i substituirà el sant de Girona abans de la invasió dels francs, Sant Feliu (un personatge vingut d'Àfrica amb sant Cugat que va patir el martiri el 304 a la ciutat de Girona).

## Veneració
El sermó de l'abat Oliba qualifica el sant de "flor del paradís" i "estel del matí":
| «                                                                                             | ... Oh benaurat Narcís, flor del paradís que constantment exhales la bona olor de Crist, amb quines lloances t’exalçarem, o bé què t’admirarem abans, la fe o les virtuts? Doncs la fe, ja que sense ella, que et va ser escut per armar-te, casc salvador per protegir-te i espasa, la de la paraula espiritual, per fer-te fort, ningú no es valdrà mai per agradar a Déu. I pel que fa a les virtuts amb què la gràcia de Crist et va adornar, de poques entre moltes tractarem, que ja ens bastarà per entendre-les totes... | » |
| — Sermó del bisbe Oliba sobre Sant Narcís (segle xi); fragment, traducció de Narcís Comadira. | |   |

Una carta del bisbe Berenguer Wifred de Girona a l'abat del monestir de Santa Afra d'Augsburg, que li demanava relíquies del sant, li contesta que no pot fer-ho perquè "del gloriosíssim pare nostre Narcís, pontífex i màrtir de Crist ... fins ara es conserva incorrupte, per la gràcia de Déu", per la qual cosa només li envia fragments de roba del sant.
El cos havia estat trobat incorrupte cap al final del segle x, la qual cosa va fer que s'iniciés el culte al sant. Al segle xii es va crear la Confraria de Sant Narcís i, arran del setge de la ciutat el 1285, es va revifar.

### Miracles de les mosques
El 1285, les tropes franceses assetjaven Girona i van aconseguir entrar en la ciutat. A Sant Fèlix, van profanar el sepulcre de Sant Narcís, trencant-lo: de dintre van començar a sortir mosques que van picar els francesos, deixant de banda els gironins. Els soldats francesos, espantats, van marxar: les mosques havien mort 4.000 cavalls i 20.000 soldats, encomanant-los algun mal en picar-los. Aquest fet, deia la llegenda, es va repetir en altres setges de la ciutat, sempre protagonitzats per francesos: el 1653 i en 1808.

### Festivitat
La carta del bisbe Berenguer diu que l'any 1087 els gironins celebraven la festa el 29 d'octubre, la mateixa que va fixar el Martirologi d'Adó el 858 pel sant Narcís bisbe de Jerusalem. L'any 1584 el primer martirologi Romà posa el “sant Narcís de Girona” el 18 de març. El mateix martirologi, en la data del 29 d'octubre, continua esmentant el sant Narcís bisbe de Jerusalem. El Martirologi Romà actual (edició del 2004) només parla del sant Narcís bisbe de Jerusalem el 29 d'octubre. La referència del 18 de març ha quedat anul·lada. El “sant Narcís gironí” sí que surt en canvi, en la data del 29 d'octubre, en el calendari litúrgic del Bisbat de Girona i en el que publiquen anualment la Conferència Episcopal Tarraconense i el de la Fundació Pere Farnés.
L'any 1589 la ciutat de Girona va emparar-se a sant Narcís perquè l'alliberés d'una pesta que afligia tot Catalunya. Els Jurats (l'òrgan de govern de la ciutat) van proclamar un vot que consistia en el fet que cada 29 d'octubre celebrarien una processó. La ciutat no va patir els efectes de l'epidèmia i l'acord va entrar en funcionament el 1590. Al cap de tres anys, i vist els perjudicis que ocasionava la suspensió de la fira en plenes festes de la ciutat, es va demanar traslladar el Vot i la festivitat al 18 de març, tal com indicava el Martirologi d'aleshores, mantenint la fira l'octubre. El canvi però, va anar en detriment del culte i els Jurats i el Bisbe van decidir l'any 1601 mantenir el Vot el 18 de març i tornar a celebrar la festa el 29 d'octubre. La festa del Vot fou molt viscuda.
El 29 d'octubre se celebra la festa major de Girona. A la basílica de Sant Feliu de Girona (dita també basílica de Sant Fèlix) es fa un ofici solemne, presidit pel bisbe i amb l'assistència de les autoritats civils. Als assistents se'ls dona el Cotó de Sant Narcís, una bosseta amb cotó beneït, que guareix el mal d'orella, i es permet besar les poques relíquies que queden del sant.
Antigament, la Confraria de Sant Narcís repartia pomes entre els fidels, que s'havien posat abans, durant el temps de la missa, sobre el sepulcre del sant durant la missa. Es deia que tenien la virtut de fer baixar el nivell de l'aigua del riu quan hi havia riuada.

## Sepulcre
Les restes del sant es guardaven al lloc on havia mort, l'Església de Sant Feliu de Girona. Les restes del seu diaca, Fèlix, havien estat traslladades a França en temps de Carlemany. S'hi conserva l'antic sepulcre del sant. Obra de Joan de Tournai del 1328, amb bons relleus gòtics d'alabastre, que substituïa el sepulcre "de les mosques" que havien trencat els francesos el 1285. El 1782, el bisbe Tomàs de Lorenzana va fer construir una nova capella dedicada al sant, on va instal·lar un reliquiari d'argent on va traslladar-se'n el cos el 2 de setembre de 1792.
Durant la guerra civil espanyola, el cos "incorrupte" de Sant Narcís es va voler tractar amb certa deferència davant la importància històrica que aquell cos podia representar. Per això, el dia 21 d'agost de l'any 1936, setze personalitats es van reunir davant del sepulcre, entre elles hi havia, representant la Generalitat de Catalunya, Joaquim Folch i Torres, aleshores director general dels Museus d'Art de Barcelona; un representant del Comitè de Registres i Confiscacions de Girona; el tinent d'alcalde de Girona; diversos arquitectes; tres metges; periodistes; i un notari que va aixecar acta notarial de la reunió. Diferents publicacions es van fer ressò del cas d'aquell cos aparentment "incorrupte", com L'Autonomista, de Girona el 15 d'agost i el 24 d'agost; i l'Ara, de Palafrugell, que se cita a continuació.
El diari palafrugellenc Ara, del 24 d'agost d'aquell any 1936, sota el títol «El "Sant Narcís" incorruptible de Girona era de cotó fluix i de llauna. Les simulacions clericals» publicava: "Segons ens diuen, Sant Narcís està compost de dos braços articulats de fusta; en el cos no hi té altra cosa que cotó fluix, i les cames una és completament de fusta i l'altra estava composta de dos fèmurs i encara col·locats en posició invertida. Al cap li manca el maxil·lar inferior, i la mitra no és d'or com figurava, i les pedres precioses que hi ha incrustades són falses."
Després de l'estudi que els professionals i autoritats en van fer, res se'n sap d'aquelles poques restes humanes que hi havia al sepulcre: Mig crani, amb el maxil·lar inferior destruït, pelvis completa, dues vèrtebres lumbars, una ròtula i major part del peu esquerre. Oficiosament s'ha fet creure que el sepulcre va ser profanat el 1936; que el cos va ser tret del reliquiari, Arxivat 2013-11-04 a Wayback Machine. arrossegat pels carrers i cremat, essent llençades les cendres al riu. Però no hi ha proves d'això. Mossèn Andreu Bachs i Mach, fill d'una família gironina molt devota es va proposar trobar les restes de Sant Narcís, convençut que algú les havia amagat per a protegir-les o per amagar-les per sempre més. Hi va dedicar uns quants anys de la seua vida, i l'any 1979 en que Ramon Carreras escriu a la revista Presència, citada més amunt, tot el que fins al moment es sabia del cas, no s'havien trobat encara les restes presumptament incorruptes del sant. Avui, al sepulcre només hi ha una imatge que reprodueix el sant jaient.
Amb la lectura de l'acta notarial esmentada, es pot entendre fàcilment com el sepulcre havia estat obert en diferents ocasions, ja que s'hi trobaren joies i vestidures de diferents segles, la peça més recent era del 1800 i escaig. També es constata que ja en el segle xiv aquell cos humà ja no era incorrupte, perquè unes peces de fusta datades d'aquell segle unien "diversos fragments d'ossos, donant l'aparença d'un cos enter".
El març de 2014, es publica una nova biografia de sant Narcís titulada "Sant Narcís, el sant de les mosques" a càrrec de periodista Àngel Rodríguez Vilagran (Editorial Centre Pastoral litúrgica). S'hi llegeix d'entre altres curiositats que al Quebec (Canadà) sant Narcís té un poble dedicat o que és el patró de la població de Consolación (Filipines).